# Пелевиха (Тотемский район)
Пелевиха — деревня в Тотемском районе Вологодской области.
Входит в состав Мосеевского сельского поселения, с точки зрения административно-территориального деления — в Середской сельсовет.
Расположена на берегу реки Двиница. Расстояние до районного центра Тотьмы по автодороге — 68 км, до центра муниципального образования деревни Мосеево  по прямой — 29 км. Ближайшие населённые пункты — Гавшино, Концевская, Середская.
По переписи 2002 года население — 61 человек (32 мужчины, 29 женщин). Всё население — русские.